# Minica huitoto
El minica, minica huitoto o minica witoto és una llengua indígena de la subamília huitoto parlada per uns pocs milers de parlants a la regió frontera entre Perú i Colòmbia.
La llengua es parla principalment en el curs superior del riu Igara-Paraná, a l'Illa dels Micos sobre el riu Caquetá i en el riu Caguán, prop de San Vicente del Caguán. La majoria de parlants són bilingües i estan alfabetitzats tant en la llengua indígena com en espanyol (a Colòmbia 75% alfabetitzats en llengua indígena i 85% en espanyol). S'ha compilat un diccionari i una gramàtica escrita de la llengua. Al Perú només queden cinc parlants.

## Fonologia

### Vocals
|         | Anterior | Central | Posterior |
| ------- | -------- | ------- | --------- |
| Tancada | i i      | ɨ ɨ     | u u       |
| Mitjana | e e      |         | o o       |
| Oberta  |          | a a     |           |

### Consonants
|           |         | Bilabials | Dentals | Dorsals | Dorsals | Glotals |
| --------- | ------- | --------- | ------- | ------- | ------- | ------- |
| Palatals  | Velars  | Bilabials | Dentals |         |         | Glotals |
| Oclusives | Sorda   | p p       | t t     |         | k k     | ʔ ʔ     |
| Oclusives | Sonora  | b b       | d d     |         | g g     |         |
| Fricativa | Sorda   | ɸ ɸ       | θ θ     |         |         | h h     |
| Fricativa | Sonora  | β β       |         |         |         |         |
| Africada  | Sorda   |           |         | č t͡ʃ    |         |         |
| Africada  | Sonora  |           |         | j d͡ʒ    |         |         |
| Nasal     | Nasal   | m m       | n n     | ñ ɲ     | ŋ ŋ     |         |
| líquida   | líquida |           | r r     |         |         |         |